# Finlande aux Jeux mondiaux de 2017
Cet article contient des informations sur la participation et les résultats de la Finlande aux Jeux mondiaux de 2017 à Wrocław en Pologne.

## Médailles

### Or
| Sport             | Discipline | Sportifs |
| Médaille d'or : 0 |            |          |

### Argent
| Sport                 | Discipline    | Sportifs    |
| Médaille d'argent : 1 |               |             |
| Muay-thaï             | Femmes -60 kg | Gia Winberg |

### Bronze
| Sport                     | Discipline    | Sportifs |
| Médailles de bronze : 2   |               | |
| Floorball                 | Tournoi       | Finlande - Sami Johansson (fi) - Miko Kailiala (fi) - Juha Kivilehto (fi) - Mika Kohonen (en) - Peter Kotilainen (fi) - Janne Lamminen (fi) - Pyry Luukkonen - Jussi Piha (fi) - Eemeli Salin (fi) - Nico Salo (fi) - Krister Savonen (fi) - Lauri Stenfors (fi) - Santtu Strandberg - Tatu Vaananen (fi) |
| Ski nautique et wakeboard | Femmes - Saut | Jutta Menestrina |